# Municipio de Ahuacatlán (Nayarit)
El municipio de Ahuacatlán es un municipio del estado de Nayarit, México. Tiene una extensión de 494.4 km² y se ubica al sureste de la entidad, limitando con los municipios de Santa María del Oro al norte, San Pedro Lagunillas al oeste, Jala e Ixtlán del Río al este y Amatlán de Cañas al sureste y sur.
La cabecera municipal lleva el mismo nombre (Ahuacatlán) que etimológicamente significa "lugar de aguacates" (del náhuatl āhuac- aguacate y -tlan 'lugar, sitio').
Uno de los personajes más importantes nacidos en este municipio es el padre del federalismo mexicano y fundador del estado de Jalisco, Prisciliano Sánchez, quien vio la primera luz el 4 de enero de 1783.

## Clima
Predominan los climas cálido subhúmedo de humedad media y menor, por lo que es templado en la mayor parte del año y caluroso de marzo a agosto. El temporal de lluvias se presenta durante el periodo julio-septiembre, con una precipitación media anual de 854.4 mm. La temperatura  media de 23.2 °C, registrándose  una máxima de 36 °C y la mínima de 0 °C.
| Parámetros climáticos promedio de Ahuacatlán | Parámetros climáticos promedio de Ahuacatlán | Parámetros climáticos promedio de Ahuacatlán | Parámetros climáticos promedio de Ahuacatlán | Parámetros climáticos promedio de Ahuacatlán | Parámetros climáticos promedio de Ahuacatlán | Parámetros climáticos promedio de Ahuacatlán | Parámetros climáticos promedio de Ahuacatlán | Parámetros climáticos promedio de Ahuacatlán | Parámetros climáticos promedio de Ahuacatlán | Parámetros climáticos promedio de Ahuacatlán | Parámetros climáticos promedio de Ahuacatlán | Parámetros climáticos promedio de Ahuacatlán | Parámetros climáticos promedio de Ahuacatlán |
| Mes                                          | Ene.                                         | Feb.                                         | Mar.                                         | Abr.                                         | May.                                         | Jun.                                         | Jul.                                         | Ago.                                         | Sep.                                         | Oct.                                         | Nov.                                         | Dic.                                         | Anual                                        |
| -------------------------------------------- | -------------------------------------------- | -------------------------------------------- | -------------------------------------------- | -------------------------------------------- | -------------------------------------------- | -------------------------------------------- | -------------------------------------------- | -------------------------------------------- | -------------------------------------------- | -------------------------------------------- | -------------------------------------------- | -------------------------------------------- | -------------------------------------------- |
| Temp. máx. abs. (°C)                         | 36                                           | 37.5                                         | 38.5                                         | 40.5                                         | 41                                           | 40.5                                         | 39                                           | 38                                           | 37                                           | 38                                           | 39                                           | 37                                           | 41                                           |
| Temp. máx. media (°C)                        | 28                                           | 29.5                                         | 31.6                                         | 33.8                                         | 35.1                                         | 33.8                                         | 31.2                                         | 31.3                                         | 31.1                                         | 30.9                                         | 29.9                                         | 27.9                                         | 31.2                                         |
| Temp. media (°C)                             | 18.6                                         | 19.6                                         | 21                                           | 23.2                                         | 25.2                                         | 26.7                                         | 25.6                                         | 25.6                                         | 25.6                                         | 24.2                                         | 21.3                                         | 19.2                                         | 23                                           |
| Temp. mín. media (°C)                        | 9.2                                          | 9.6                                          | 10.4                                         | 12.6                                         | 15.3                                         | 19.6                                         | 19.9                                         | 19.9                                         | 20                                           | 17.6                                         | 12.8                                         | 10.6                                         | 14.8                                         |
| Temp. mín. abs. (°C)                         | 0.1                                          | 0.1                                          | 1                                            | 1                                            | 4.5                                          | 7                                            | 9.5                                          | 13                                           | 12                                           | 11.5                                         | 7                                            | 4                                            | 0.1                                          |
| Precipitación total (mm)                     | 16                                           | 9                                            | 4                                            | 4                                            | 12                                           | 161                                          | 255                                          | 197                                          | 155                                          | 49                                           | 10                                           | 13                                           | 886                                          |
| Días de precipitaciones (≥ 1 mm)             | 1.5                                          | 1.1                                          | 0.4                                          | 0.3                                          | 1.1                                          | 11.3                                         | 18.8                                         | 16.3                                         | 13.2                                         | 5.3                                          | 1.3                                          | 1.9                                          | 72.5                                         |
| Horas de sol                                 | 11.4                                         | 11.9                                         | 12.4                                         | 13                                           | 13.6                                         | 13.8                                         | 13.7                                         | 13.2                                         | 12.6                                         | 12                                           | 11.5                                         | 11.3                                         | 12.5                                         |
| Fuente: Weatherbase 2 de enero de 2024       |                                              |                                              |                                              |                                              |                                              |                                              |                                              |                                              |                                              |                                              |                                              |                                              |                                              |